# Yanisleidis Sánchez Vinent
Yanisleidis Sánchez Vinent (* 22. Februar 1996 in Guantánamo) ist eine kubanische Beachvolleyballspielerin.

## Karriere
Sánchez erreichte 2015 auf der kontinentalen Turnierserie den zweiten Platz mit Lidiannis Echeverria Benitez in der Dominikanischen Republik. 2016 wurde sie mit Echeverria Zweite beim kontinentalen Turnier in Costa Rica und gewann das Turnier in Varadero. 2017 spielte sie mit Lianma Flores Stable und 2018 mit Arlin Hechavarria Correoso
Seit 2019 tritt Sánchez wieder mit Echeverria an. Die beiden Kubanerinnen spielten 2021 auf allen drei 4-Sterne FIVB-Turnieren in Cancún und erreichten die Plätze neun, siebzehn und fünf.